# Петербургский электротехнический институт
Петербургский электротехнический институт — высшее техническое учебное заведение Российской империи, созданное на базе Технического училища Почтово-телеграфного ведомства.

## Наименования
Официальные названия учебного заведения несколько раз менялись:
- 1886—1891 — Техническое училище Почтово-телеграфного ведомства ➤
- 1891—1899 — Электротехнический институт (ЭТИ) ➤
- 1899—1918 — Электротехнический институт императора Александра III[2] ➤

## История

### Техническое училище
В начале 1880-х годов телеграфным ведомством Российской империи был поднят вопрос о подготовке образованных техников телеграфного и уже нарождавшегося телефонного дела. Министерством внутренних дел был разработан проект высшего учебного заведения с 4-летним курсом под названием «Телеграфный институт» (1885). Государственный совет, согласившись в целом с необходимостью обеспечения телеграфной службы образованными специалистами, не решился принять решение об учреждении высшей школы, возвратив представленный проект с целью переработки, предполагающей упрощение учебного плана и придания проектируемому учебному заведению узко специального характера, исключительно для потребностей телеграфного дела. Был разработан новый проект специального учебного заведения под названием «Техническое училище почтово-телеграфного ведомства». Министр внутренних дел граф Д. А. Толстым представил в Государственный Совет проект Временного положения и штата Технического училища. 3 июня 1886 года император Александр III утвердил Временное положение о Техническом училище с трёхлетним сроком обучения.
Проект был утвержден сроком на 5 лет. Продолжительность курса была определена в 3 года; к прохождению его допускались окончившие среднее учебное заведение. Окончившие полный курс училища получали звание телеграфного техника I и II разряда, а по прошествии 2-х лет практической деятельности и по представлении и защите проекта по телеграфной специальности могли достигать звания «телеграфного инженера».
4 сентября 1886 года состоялось открытие Технического училища Почтово-телеграфного ведомства — первого в России гражданского электротехнического учебного заведения. Директором Училища был назначен выдающийся инженер в области электрических средств связи Н. Г. Писаревский, бывший в 1868—1885 годах инспектором Телеграфного ведомства и много потрудившийся над разработкой проекта училища и разработкой программ преподавания.
Инспектором при формировании Училища был назначен чиновник особых поручений при начальнике Главного управления почт и телеграфов Н. Н. Качалов. 

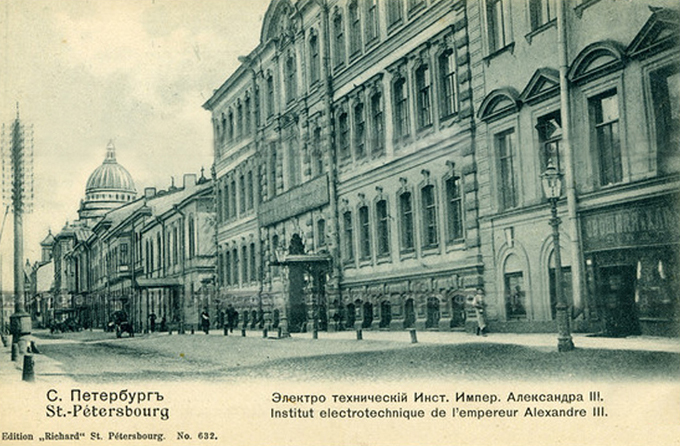
Здание Телеграфного департамента, где размещалось электротехническое училище (1886—1903).

Николай Качалов руководил строительством первого здания училища, будучи его Инспектором в 1886-1895 годах, а затем Директором (Ректором) в 1895-1905 годах. 
Для размещения училища была приспособлена часть здания, принадлежавшего Телеграфному департаменту (на Ново-Исаакиевской улице, 18). Училище (институт — с 1891) располагалось в этом здании семнадцать лет (1886—1903), до переезда в специально построенные здания на Аптекарском острове .
Преподавательский состав училища состоял в основном из выпускников Петербургского университета. Первыми из них стали профессор университета О. Д. Хвольсон, автор классического курса физики, изданного в России, Франции и Германии, и преподаватель химии, будущий профессор электротехнического института А. А. Кракау. В 1889 году из числа первых выпускников были оставлены для преподавательской деятельности будущие директора института П. С. Осадчий и П. Д. Войнаровский.
Опыт первых лет существования училища показал, что выработанные программы не удовлетворяли требованиям, предъявляемым развитием телеграфного дела. Ввиду этого пришлось расширить курсы по математике, физике и химии и, кроме того, были введены новые предметы: механическая теория сопротивления материалов, телефония, электрическая сигнализация и начало электротехники сильных токов. Ко времени окончания первого пятилетия (1891) был разработан проект преобразования училища в «Электротехнический институт» с четырёхгодичным курсом и вместе с тем было спроектировано учреждение шести профессорских кафедр: по математике, физике, химии, телеграфии, телеграфостроению и электротехнике. Целью проектируемого переобразования было не только дать более полное образование по телеграфной специальности, но и также сообщить будущим телеграфным техникам и инженерам обстоятельные сведения из области применения сильных токов.

### Электротехнический институт
Результаты первых лет работы училища показали, что необходимо увеличить срок обучения и расширить учебные программы. 11 (23) июня 1891 года императором Александром III был подписан указ о преобразовании Технического училища в Электротехнический институт (ЭТИ) с четырёхлетним сроком обучения. Его выпускники имели право защитить дипломный проект после одного года практической деятельности, и им присуждалось звание инженера. Был расширен учебный план и учреждены профессорские кафедры по основным предметам — математике, физике, химии, электротехнике, телеграфии и телеграфостроению. Обучение было бесплатным.
В 1893 году в институт для чтения курса электротехники был приглашен выпускник Университета М. А. Шателен, первым в России получивший звание профессора электротехники, будущий академик. С 1894 года курс теоретической электротехники читал университетский профессор И. И. Боргман.
После кончины Писаревского в 1895 году институт возглавил Н. Н. Качалов, который оставался на этой должности в течение десяти лет. Под руководством Писаревского был разработан проект преобразования института, в котором деятельное участие приняли многие крупные ученые, профессора Петербургского университета, в том числе Управляющий Главной палаты мер и весов Д. И. Менделеев. В новом положении задачей Института определялась подготовка специалистов по всем направлениям электротехники.
Несмотря на расширение учебного плана, институт все-таки не мог давать своим выпускникам вполне законченного инженерного образования; получение звания инженера путём дополнительного самообучения вне стен института представляло немалые затруднения. В начале XX века электротехника интенсивно развивалась, ответвляясь в целые самостоятельные разделы, изучение которых требовало серьёзной подготовки. Такое положение дел изменило коренным образом точку зрения Министерства внутренних дел, которому требовались не только специалисты по телеграфному делу, но и специалисты по всем другим отраслям электротехники, что побудило вновь поднять вопрос об окончательном переобразовании института в учебное заведение с пятилетним обучением, по типу остальных высших инженерных школ в России. Комиссия  из ученых специалистов под председательством министра внутренних дел выработала учебный план преподавания общеобразовательных и специальных предметов. В основание намеченного преобразования были положены следующие принципы:
- солидная постановка общеобразовательных наук, составляющих основу всякого инженерного образования;
- развитие предметов механической специальности;
- развитие предметов электротехнической специальности;
- особенно широкое развитие практических лабораторных занятий;
- учреждение 5-го курса, предназначенного для составления студентами инженерных проектов под руководством профессоров;
- установление специализации знаний (с 4-го курса) по промышленной электротехнике, по телеграфному и телефонному делу, с присвоением специалистам обеих категорий общего наименования «инженер-электриков».

4 (16) июня 1899 года институту был предоставлен статус высшего учебного заведения с введением пятилетнего срока обучения и целевой подготовкой специалистов по всем областям применения электричества. 1 (13) июля 1899 года в институте был введён новый учебный план и новое штатное расписание.

### Электротехнический институт императора Александра III
С 12 (24) августа 1899 г. Институт по повелению Николая II получил в память его «Незабвенного Основателя» наименование «Электротехнический институт императора Александра III». С 1900 года выпускникам присваивалось звание инженеров-электриков.

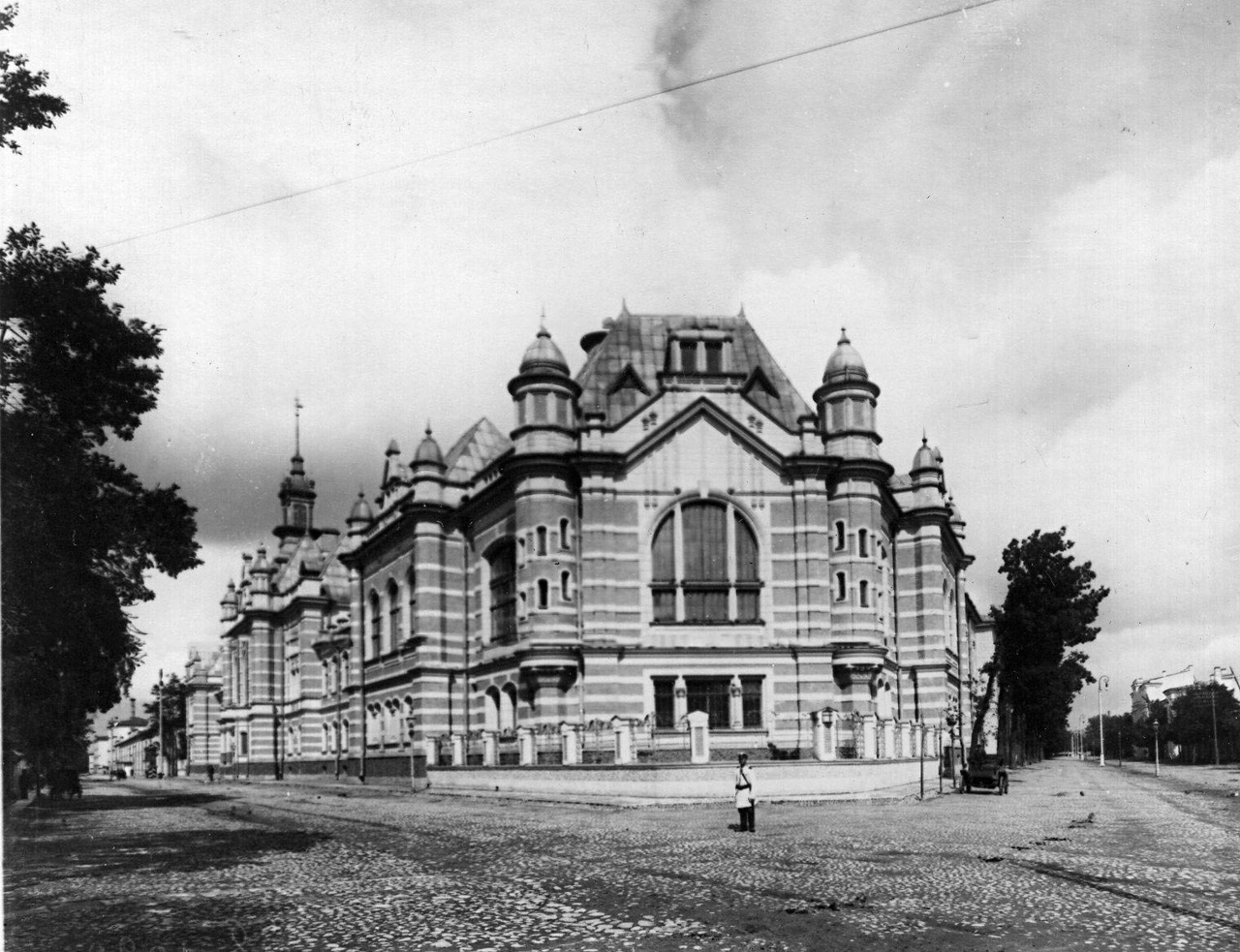
Главный корпус Электротехнического института императора Александра III, в комплексе зданий, построенных в 1903 году (1911)

В электротехнический институт принимались русские подданные христианского вероисповедания: 1) имеющие аттестаты или свидетельства об окончании курса в высших учебных заведениях; 2) имеющие аттестаты или свидетельства зрелости от гимназий министерства народного просвещения, а равно свидетельства об успешном окончании курса в реальных училищах с дополнительным при них классом, и 3) имеющие аттестаты или свидетельства от других средних учебных заведений, курс которых признан достаточным для поступления в институт. В институт могли быть приняты, с особого каждый раз разрешения министра внутренних дел, и вольнослушатели. Студенты, прошедшие полный курс в институте и выдержавшие успешно испытания в особых экзаменационных комиссиях, получали звание инженера-электрика 1-го и 2-го разрядов. Звание инженер-электрика давало право составлять проекты и производить строительные работы по устройству всякого рода электротехнических сооружений, с их принадлежностями и жилыми помещениями в непосредственной связи с ними находящимися, а также производить все гражданско-строительные работы по ведомству почт и телеграфов.
Новый период существования института характеризовался, главным образом, развитием преподавания общей электротехники, курс которой был расчленен на теоретический и практический; вместе с тем были расширены занятия в лабораториях физической, химической, телеграфной и электротехнической.
С 1901 года изобретатель радио Александр Степанович Попов был назначен профессором кафедры физики, а с сентября 1905 года – первым выборным директором института.
В связи с расширением программы обучения было принято решение о постройке комплекса зданий для института на Аптекарском острове. Все работы по сооружению зданий (1899—1903) велись по планам академика архитектуры А. Н. Векшинского. Учебный корпус был возведён в стиле псевдоготики. Помимо аудиторных помещений Институт получил лаборатории, библиотеку и актовый зал. В 1903 году институт переехал в новые корпуса.
Комплекс зданий института, занявший площадь в 2 гектара, имел два фасада — со стороны Аптекарского проспекта и Песочной улицы. Для нужд института было выстроено три больших здания: в первом размещались аудитории и лаборатории, во втором — общежитие на 100 студентов, столовая на 250 студентов и помещение для служителей, в третьем — квартиры профессоров, лаборантов и администрации института. В институте была устроена канализация, водопроводная станция с трубами из Большой Невки, электрическая станция в 450 лошадиных сил и телефонная станция на 40 абонентов для нужд своих служащих. Была проложена линия конки от Большого проспекта. На постройку зданий института было израсходовано до 1,5 млн рублей. К концу 1904 года все лаборатории института были полностью оборудованы.
Для практических занятий в институте действовали следующие лаборатории:
- I. По электротехнике а) электроизмерительная лаборатория, в которой студенты изучали практическое обращение с наиболее употребительными измерительными аппаратами, производили измерения разных электрических величин, исследовали методы измерений, градуировали технические измерительные аппараты и приучались к решению практических задач из области электрических измерений. Электроизмерительная лаборатория подразделялась на следующие отделы: электроизмерительная общая 3-й курс (постоянный ток), электроизмерительная общая переменного тока (4-й курс), фотометрическая (3-й курс), линейная лаборатория для специальных исследований свойств электрических линий; кроме того, имелись специальные отделения: эталонное (для точной выверки измерительных аппаратов), магнитная для магнитных измерений и отделение высокого напряжения, в котором можно иметь напряжение до 200000 вольт и которое было предназначено для специальных исследований явлений, имеющих место при очень высоких напряжениях; электроизмерительная лаборатория, располагающая особой подстанцией, на которой вырабатываются: постоянный ток в 110 вольт, переменный простой (однофазный) в 110 вольт, двухфазный и трехфазный токи, при этом частоту переменного тока можно менять в пределах от 25 до 100 периодов в секунду; б) электромеханическая лаборатория, в которой студенты изучали практические свойства электромашин, производили их испытания и знакомились с приёмами обращения с машинами и способами их управления; электромеханическая лаборатория располагала большим машинным залом, получающим — постоянный ток от станции института, а переменные токи от умформеров, преобразовывающих постоянный ток в разные виды переменного тока; в) электротелеграфная лаборатория, в которой студенты решают практические задачи по основному курсу электрических телеграфов и производят экспериментальные исследования явлений, происходящих в телеграфных цепях. В качестве вспомогательных учреждений имеются ещё: 1) учебная телеграфная и учебная телефонная станции, где студенты знакомятся с образцовыми устройствами всех способов телеграфирования и телефонирования, а также производятся специальные занятия по изучению деталей технического устройства телеграфных и телефонных станций и применяемых на них аппаратов; 2) электрическая станция, приспособленная не только для снабжения помещений института электрической энергией (для освещения, для лаборатории и мастерских), но и оборудованная так, чтобы студенты могли изучать работу на центральных станциях, знакомиться с уходом и действием паровых котлов, паровых и динамо-машин; 3) отделение (при линейной лаборатории) для производства спаек проводов, кабелей, стыков рельсов и т. п.; кроме того, в 1905 г. предполагается устроить на одном из дворов института специальные приспособления для исследования воздушных проводов, рельсов как возвратных проводов для трамваев, электрических соединений рельсов и для исследования действий в почве ползучих трамвайных токов.
- II. Физическая лаборатория, состоящая из двух отделений: отделения общей физики и отделения по электричеству и магнетизму.
- III. Лаборатория по строительной механике, предназначенная для ознакомления студентов с механическим испытанием строительных материалов, а также материалов для электрических линий, как-то: проволоки, крюков и штырей для изоляторов и т. п. IV. Химическая лаборатория, электрохимическая лаборатория и лаборатория по физической химии. В этих лабораториях производятся как теоретические исследования, так и решаются задачи чисто практического характера, имеющие непосредственное отношение к электротехнике; так, например, по технической химии производятся исследования цементов (для электрической канализации), изолирующих веществ, горючих материалов и т. п. V. Мастерские для занятий студентов по механической обработке металлов, а частью и дерева. Мастерская располагает достаточным количеством токарных, фрезеровальных и сверлильных станков и комплектов ручных инструментов.

В институте преподавались следующие предметы: высшая математика: аналитическая геометрия, дифференциальное и интегральное исчисления, высшая алгебра; начертательная геометрия; теоретическая механика; прикладная механика: паровые котлы и машины, гидравлика, расчет деталей машин, турбины; механическая теория тепла; строительная механика; физика; химия: неорганическая, органическая, аналитическая, техническая, физическая и электрохимия с отделом об электрометаллургии; механическая технология; теоретическая электротехника: теория электрических и магнитных явлений; прикладная электротехника: устройство электрических линий, канализация электрической энергии, электрическое освещение, электрическая тяга, электромеханика, электрическая передача и распределение механической энергии, электрические телеграфы, телефоны, электрическая сигнализация, электрические измерения; строительное искусство и начала гражданской архитектуры; низшая геодезия; о) общее законоведение и специальный курс; языки французский, немецкий и английский.
Практические занятия производились по следующим предметам: классные — по математике, начертательной геометрии, теоретической механике и черчению (архитектурному и техническому); в лабораториях: по физике, химии, электрическим измерениям, электромеханике и по другим отделам электротехники, по механической обработке металлов и испытаниям строительных материалов; на учебных станциях: электрической (испытание электрических и паровых машин), телеграфной и телефонной. Проектирование ведется по следующей программе: проектирование деталей паровых машин и подъемных механизмов; проектирование паровых котлов, турбин, строительных ферм, динамо-машин, трансформаторов электродвигателей, электрического освещения зданий, сооружений по электрическим линиям, электрических трамваев, электрических железных дорог, центральных электрических станций, снабжения городов электрической энергией, электрических телеграфов, телефонов и электрической сигнализации.
В начале XX века в институте были представлены все три основных направления применения электричества — электросвязь, промышленная электротехника и электрохимия. Также в институте сложилась система образования «в области радио» (1901—1908). Внезапная смерть А. С. Попова (1906) не прервала сложившуюся структуру радиотехнической подготовки. Последователи Попова профессора А. А. Петровский и Н. А. Скрицкий совершенствовали структуру радиотехнического образования — в учебных планах тех лет появляются дисциплины «беспроволочный телеграф», «электрические колебания и волны», издаются учебные пособия, и в 1916 году в институте начинается подготовка студентов по специальности «радиотелеграфные станции».
В 1915 году в Институте начал работу выпускник института И. Г. Фрейман, который после 1917 года становится одним из основателей отечественной радиотехники как инженерной науки.
С момента прихода в институт Г. О. Графтио (1907) в институте интенсивно стало развиваться энергетическое направление работ Института. Особенно ярко это проявилось в годы строительства первых тепло- и гидроэлектростанций. В 1910 году под руководством Графтио был разработан проект Волховской ГЭС. В разработке плана электрификации России (ГОЭЛРО) принимали участие многие профессора и преподаватели института.
Под руководством профессора И. В. Егиазарова институт явился пионером и в области электрохимии. Первым преподавателем химии в Техническом училище был ученик А. М. Бутлерова и Н. Н. Бекетова А. А. Кракау. Он первым ввел в практику обучения лабораторные занятия по химии. «Эксперимент Кракау» (как их тогда называли) перенял Технологический институт, и вскоре эта система утвердилась в высшей школе.
С 3 декабря 1918 года институт получил название — Петроградский электротехнический институт имени В. И. Ульянова (Ленина).